# Ventelay
 Ventelay  es una población y comuna francesa, en la región de Champaña-Ardenas, departamento de Marne, en el distrito de Reims y cantón de Fismes.

## Demografía
| 239 | 221 | 208 | 197 | 205 | 216 |
| Para los censos de 1962 a 1999 la población legal corresponde a la población sin duplicidades (Fuente: INSEE [Consultar]) |     |     |     |     |     |